# Wilfried Theising

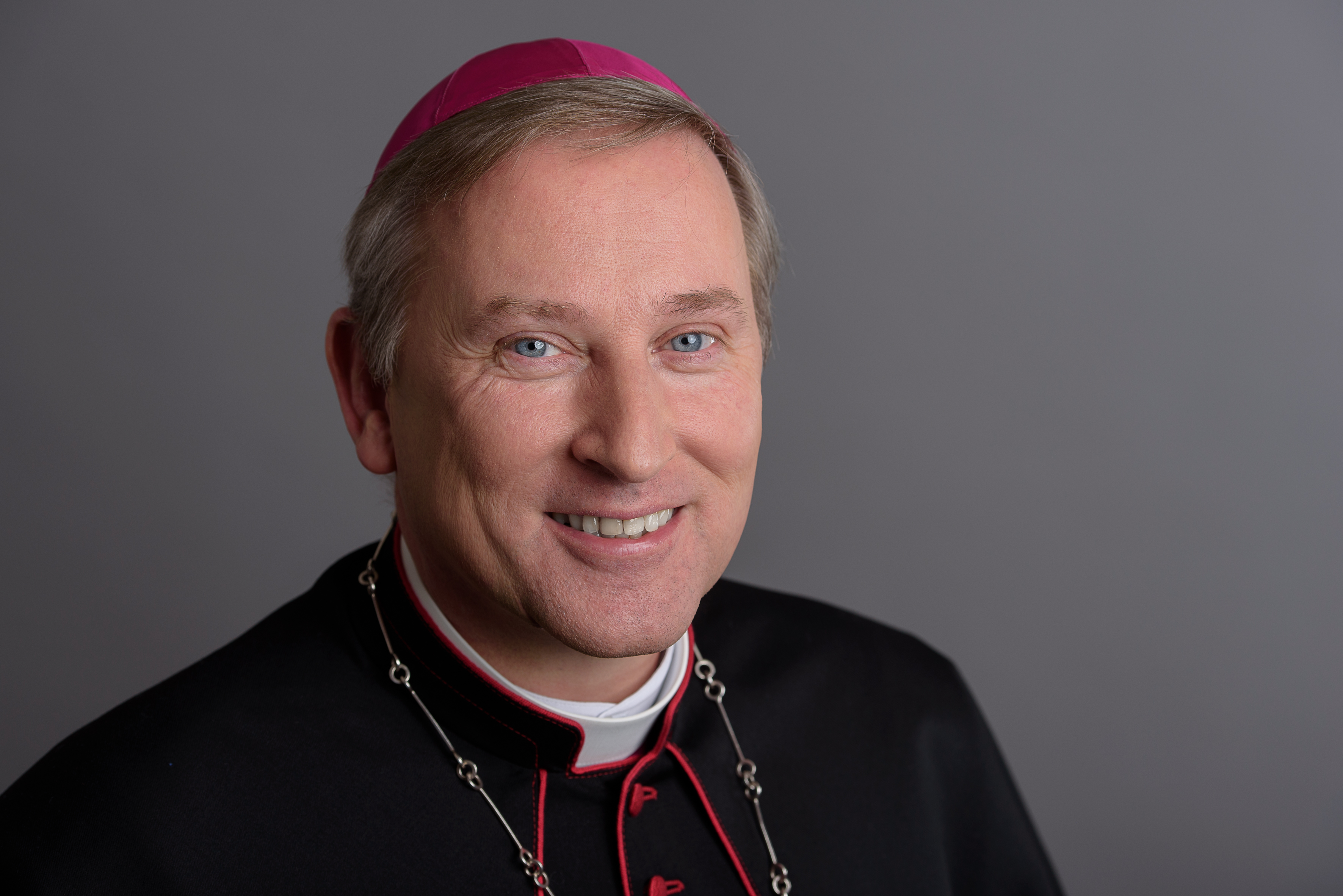
Weihbischof Wilfried Theising (2017)

Wappen des Weihbischofs

Wilfried Bernhard Theising (* 20. September 1962 in Wettringen) ist Weihbischof in Münster und Offizial des Offizialatsbezirks Oldenburg mit Sitz in Vechta.

## Leben
Nach dem Studium der katholischen Theologie und der Philosophie an der Westfälischen Wilhelms-Universität in Münster und der Universität Wien empfing Theising am 14. Mai 1989 im Hohen Dom zu Münster die Priesterweihe durch den Münsteraner Diözesanbischof Reinhard Lettmann. Bis 1993 war er Kaplan an der Propsteikirche St. Stephanus in Beckum und von 1994 bis 1997 in den Pfarreien Herz Jesu und St. Elisabeth in Münster. Von 1997 bis 2003 war Theising Pfarrer der Pfarrei Ss. Cornelius und Cyprianus in Metelen. Seit 2003 war Wilfried Theising in der Seelsorgeeinheit Borken als Propst der Propsteikirche St. Remigius, Pfarrer der Pfarrei Christus König und Vicarius cooperator in der Pfarrei St. Michael tätig. Darüber hinaus war er zugleich Kreisdechant des Kreisdekanats Borken.

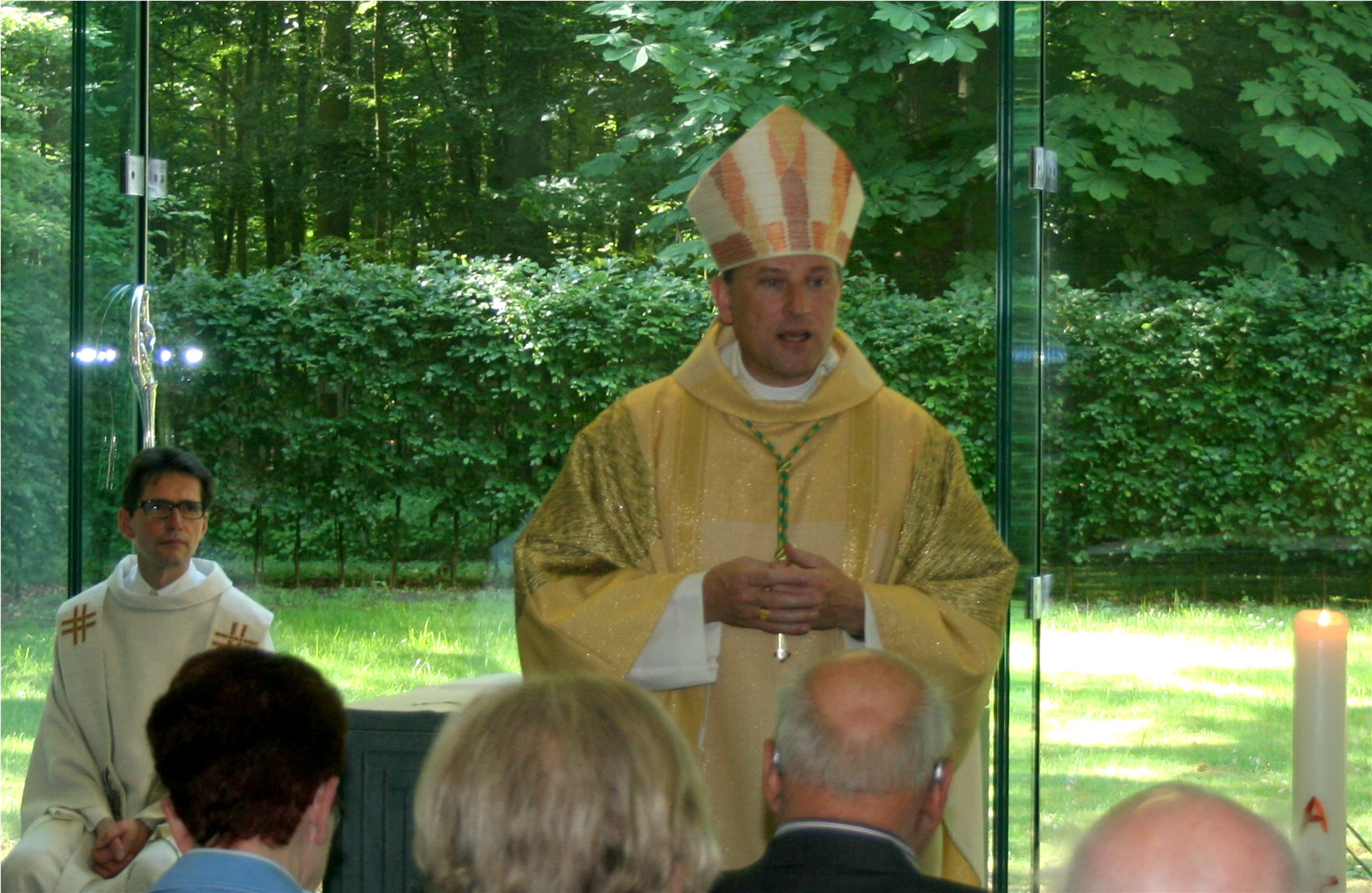
Weihbischof Wilfried Theising bei einem Gottesdienst in der Papst-Johannes XXIII.-Kapelle der Katholischen Landvolkshochschule „Schorlemer Alst“

### Weihbischof in Münster und Bischöflicher Offizial im Offizialatsbezirk Oldenburg
Am 31. Mai 2010 ernannte ihn Papst Benedikt XVI. zum Titularbischof von Mina und bestellte ihn zum Weihbischof in Münster. Die Bischofsweihe spendete ihm Bischof Felix Genn am 29. August desselben Jahres im St.-Paulus-Dom in Münster; Mitkonsekratoren waren der emeritierte Bischof von Münster, Reinhard Lettmann, und der emeritierte Weihbischof in Münster, Heinrich Janssen. Wilfried Theising war zunächst als Regionalbischof für die Region Niederrhein mit Sitz in Xanten zuständig. Seit 2010 ist er auch residierender Domkapitular an der Hohen Domkirche in Münster.
Am 21. Oktober 2016 ernannte ihn Bischof Felix Genn zum Offizial des Offizialatsbezirkes Oldenburg. Am 28. Januar 2017 wurde er als Offizial eingeführt. Das Amt des Bischöflichen Offizials im Bistum Münster ist eine kirchenrechtliche Besonderheit, denn in dieser Funktion agiert Theising auf dem Gebiet des Offizialatsbezirkes Oldenburg mit der Vollmacht eines Generalvikars. 

## Wirken
Wilfried Theising ist Mitglied der Kommission für Wissenschaft und Kultur sowie stellvertretender Vorsitzender der Kommission für Ehe und Familie der Deutschen Bischofskonferenz. Im Frühjahr 2013 wurde er neuer verantwortlicher Bischof für Hochschulpastoral, im Herbst 2013 Bischöflicher Beauftragter des Katholischen Akademischen Ausländerdienstes.
Wilfried Theising engagiert sich für zahlreiche Sozialprojekte im Heiligen Land und ist Mitglied im Deutschen Verein vom Heiligen Lande. 2014 wurde er von Kardinal-Großmeister Edwin Frederick Kardinal O’Brien zum Großoffizier des Ritterordens vom Heiligen Grab zu Jerusalem ernannt und am 10. Mai 2014 im Aachener Dom durch Reinhard Kardinal Marx, Großprior der deutschen Statthalterei, investiert.
Am 17. Juni 2017 wurde er zum Hochfest ihres Ordenspatrons, Johannes des Täufers, auf der Generalversammlung der Deutschen Assoziation des Malteserordens in der Kevelaerer Marienbasilika investiert.